# Trần Lợi công
Trần Lợi công (chữ Hán: 陳利公; trị vì: 700 TCN), tên thật là Quy Dược (媯躍), là vị vua thứ 14 của nước Trần – chư hầu nhà Chu trong lịch sử Trung Quốc.
Sử sách đề cập khác nhau về Quy Dược và thụy hiệu Lợi công chỉ được nhắc tới trong Sử ký.

## Trong Sử ký
Theo Sử ký, Quy Dược là con thứ của Trần Hoàn công – vua thứ 12 nước Trần và là em của thế tử Quy Miễn. Năm 707 TCN, vua cha Hoàn công mất, chú ông là Quy Đà lên ngôi.
Khoảng năm 701 TCN, Quy Đà giết chết anh Quy Dược là Quy Miễn. Ông cùng 2 em là Quy Lâm và Quy Chử Cữu liên kết với người nước Sái, nhờ họ dụ Quy Đà (mà Sử ký gọi là Trần Lệ công) sang rồi hợp sức giết chết. Sau đó người nước Sái lập ông lên làm vua, tức là Trần Lợi công.
Thụy hiệu Lợi công chỉ được Sử ký đề cập. Ông làm vua chỉ 5 tháng thì qua đời. Người nước Trần lập em ông là Quy Lâm lên ngôi, tức là Trần Trang công.

## Trong Kinh Xuân Thu và Tả truyện
Theo Kinh Xuân Thu và Tả Truyện, Quy Dược con Trần Hoàn công chính là Trần Lệ công. Còn Trần Đà không có thụy hiệu, chỉ làm vua chưa đầy 1 năm thì bị người nước Sái giết chết trong khi đi săn. Người nước Trần lập Quy Dược lên ngôi, tức là Trần Lệ công.
Theo Kinh Xuân Thu và Tả truyện, Quy Dược (thụy hiệu là Trần Lệ công) qua đời năm 700 TCN. Ông ở ngôi được 7 năm. Em ông là Quy Lâm lên nối ngôi, tức là Trần Trang công.

## So sánh sử liệu
Trình tự các vua Trần và sự kiện theo Sử ký:
12. Trần Hoàn công => 13. Trần Lệ công Đà (lên ngôi mới giết thế tử Quy Miễn cũ) => 14. Trần Lợi công => 15. Trần Trang công
Trình tự các vua Trần theo Kinh Xuân Thu và Tả Truyện:
12. Trần Hoàn công => 13. Trần Đà (giết thế tử Quy Miễn giành ngôi, không thụy hiệu) => 14. Trần Lệ công Dược => 15. Trần Trang công